# Lina Luna (álbum)
Lina Luna é um álbum de estúdio da atriz e cantora colombiana Lina Luna lançado em 24 de maio de 2005, pela Universal Music Latino e Respek Records. O álbum ganhou o Grammy Latino de 2005 na categoria Melhor Álbum Infantil do Ano.

## Faixas
| N.º            | Título                  | Duração |  |
| 1.             | "Planeta Tierra"        | 2:49    |  |
| 2.             | "La Finca de Mi Abuelo" | 3:11    |  |
| 3.             | "Colores Colores"       | 3:40    |  |
| 4.             | "Luna"                  | 3:35    |  |
| 5.             | "El Mar"                | 3:04    |  |
| 6.             | "Nuestra Tierra"        | 3:47    |  |
| 7.             | "La Pulga"              | 2:18    |  |
| 8.             | "El Sol"                | 2:55    |  |
| Duração total: | Duração total:          | 25:19   |  |

## Prêmios e indicações
| Ano  | Prêmio                | Categoria                    | Resultado | Ref.  |
| ---- | --------------------- | ---------------------------- | --------- | ----- |
| 2005 | Grammy Latino de 2005 | Melhor Álbum Infantil do Ano | Venceu    | [ 4 ] |